# Марфа Рабкова
Марфа Рабкова(Марія Рабкова) (біл. Марыя Аляксандраўна Рабкова, Марфа Рабкова, рос. Марфа Рабкова; нар. 6 січня 1995) — білоруська правозахисниця, член правозахисного центру «Вясна», заарештована білоруською владою за трьома статтями Кримінального кодексу Білорусі і відправлена 2020 року до СІЗО № 1 у Піщаловському замку. У 2021 році разом із трьома іншими заарештованими білоруськими правозахисниками нагороджена премією «Людина людині».

## Життєпис
Марфа (Марія) Рабкова народилася 1995 року. У 2012 році вступила до Білоруського державного педагогічного університету імені Максима Танка за спеціальністю «Біологія та географія». 2016 року була змушена припинити навчання через тиск керівництва вишу після участі в протестній акції біля будівлі університету. Намагалася відновитись у Могилівському державному університеті для завершення навчання за тією самою спеціальністю, але, за власними словами, комісія намагалася не допустити її зарахування. В подальшому Марфа Рабкова не могла працевлаштуватися. У 2017 році вступила до Європейського гуманітарного університету у Вільнюсі в Литві за спеціальністю «Міжнародне право та право ЄС». Декілька років вона займалася правозахисною діяльністю. 2019 року очолила волонтерську службу правозахисного центру «Вясна» в Білорусі.
У 2020 році Марфа Рабкова працювала спостерігачем від ПЦ «Вясна» на виборах президента Білорусі 2020 року. На початку масових протестів вона почала документувати докази тортур та знущань з боку силовиків проти учасників акцій протесту. 17 вересня 2020 року її було затримано в Мінську співробітниками Головного управління по боротьбі з організованою злочинністю і корупцією МВС Республіки Білорусь, у квартирі, де вона жила з чоловіком, було проведено обшук. Спочатку її затримали в рамках кримінальної справи за статтею 293, частина 3 Кримінального кодексу Білорусі («Навчання або інша підготовка осіб для участі в масових заворушеннях, або фінансування такої діяльності»).
19 вересня 2021 року її перевели до СІЗО № 1 у Піщаловському замку м. Мінська. Підставою для звинувачення стала матеріальна допомога, яку Рабкова надавала засудженим за мирні протести людям для оплати штрафів. Кілька білоруських правозахисних організацій визнали її політичним в'язнем. Міжнародні правозахисні організації Amnesty International, Front Line Defenders і Observatory for the Protection of the Human Rights Defenders вимагали її негайного та беззастережного звільнення. У листопаді 2020 року шефство над Рабковою взяла депутат Бундестагу Агнешка Бруггер. У СІЗО здоров'я Марфи Рабкової погіршилося; вона скаржилася на біль у животі, біль у зубах та запалення лімфатичних вузлів, проте адміністрація СІЗО кілька місяців відхиляла прохання про надання медичної допомоги. За словами чоловіка, за рік перебування в СІЗО Марфа перехворіла на коронавірус і схудла на 20 кг, у неї знижувався артеріальний тиск, і вона кілька разів непритомніла. Під час перебування у СІЗО в неї помер батько, але її не відпустили попрощатися з ним.
11 лютого 2021 року Рабковій було пред'явлено нові звинувачення за двома іншими статтями: 130, ч. 3 («Розпалювання соціальної ворожнечі до влади групою нез'ясованих осіб») та ст. 285 (ч. 2 «Участь у злочинній організації»).
6 вересня 2022 року Рабкову засудили до 15 років колонії, а також штрафу.

## Нагороди та відзнаки
У 2021 році Марфі Рабковій разом із трьома іншими заарештованими білоруськими правозахисниками була присуджена міжнародна премія «Людина людині» (лат. Homo homini).